# Армашени (Бачешти)
Армашени (рум. Armășeni) насеље је у Румунији у округу Васлуј у општини Бачешти. Oпштина се налази на надморској висини од 207 m.

## Становништво
Према подацима из 2002. године у насељу је живело 428 становника, од којих су сви румунске националности.